# Шевченківська сільська рада (Новобузький район)
Шевче́нківська сільська́ ра́да — адміністративно-територіальна одиниця та орган місцевого самоврядування в Новобузькому районі Миколаївської області. Адміністративний центр — село Шевченкове.

## Загальні відомості
- Населення ради: 1 412 особи (станом на 2001 рік)

## Населені пункти
Сільській раді підпорядковані населені пункти:
- с. Шевченкове
- с. Богомази

## Склад ради
Рада складається з 16 депутатів та голови.
- Голова ради: Плюта Михайло Миколайович
- Секретар ради: Пихтіна Марія Василівна

### Керівний склад попередніх скликань
| Прізвище, ім'я, по батькові | Основні відомості                                                                       | Дата обрання | Дата звільнення |
| --------------------------- | --------------------------------------------------------------------------------------- | ------------ | --------------- |
| Плюта Михайло Миколайович   | Сільський голова, 1954 року народження, освіта середня спеціальна, член Народної партії | 26.03.2006   | 31.10.2010      |
| Плюта Михайло Миколайович   | Сільський голова, 1955 року народження, освіта середня спеціальна, член Партії регіонів | 31.10.2010   |                 |

Примітка: таблиця складена за даними сайту Верховної Ради України

### Депутати
За результатами місцевих виборів 2010 року депутатами ради стали:

#### За суб'єктами висування
| Суб'єкт висування | Кількість обраних депутатів | %    |
| ----------------- | --------------------------- | ---- |
| Партія регіонів   | 15                          | 93,8 |
| Самовисування     | 1                           | 6,3  |

#### За округами
| № округу        | Прізвище, ім'я, по батькові        | Дата визнання обраним | Освіта  | Партійна приналежність | Відомості про обраного депутата                  |
| --------------- | ---------------------------------- | --------------------- | ------- | ---------------------- | ------------------------------------------------ |
| Партія регіонів |                                    |                       |         |                        |                                                  |
| 1               | Плюта Сергій Михайлович            | 03.11.2010            | вища    | член Партії регіонів   | Червонобаштанська загальноосвітня школа, вчитель |
| 2               | Лазюк Сергій Іванович              | 03.11.2010            | середня | член Партії регіонів   | Новополтавський елеватор, електрик               |
| 3               | Данилевич Петро Денисович          | 03.11.2010            | середня | член Партії регіонів   | Станція Миколаїв-вантажний, маневровий           |
| 4               | Ночевська Світлана Яківна          | 03.11.2010            | середня | член Партії регіонів   | Шевченківська сільська рада, землевпорядник      |
| 5               | Молочнева Алла Антонівна           | 03.11.2010            | середня | член Партії регіонів   | Шевченківський ДНЗ, вихователь                   |
| 6               | Марченко Володимир Іванович        | 03.11.2010            | середня | член Партії регіонів   | тимчасово не працює                              |
| 7               | Пихтіна Марія Василівна            | 03.11.2010            | вища    | член Партії регіонів   | Шевченківська сільська рада, секретар            |
| 8               | Кругляк Оксана Петрівна            | 03.11.2010            | середня | член Партії регіонів   | Новополтавська бібліотека, бібліотекар           |
| 9               | Вільчинська Людмила Володимирівна  | 03.11.2010            | вища    | член Партії регіонів   | приватний підприємець                            |
| 10              | Дутчак Лариса Леонідівна           | 03.11.2010            | вища    | член Партії регіонів   | ПОСП «Красна Баштанка», бухгалтер                |
| 11              | Синенький Олександр Андрійович     | 03.11.2010            | середня | член Партії регіонів   | тимчасово не працює                              |
| 12              | Сова Віктор Михайлович             | 03.11.2010            | середня | член Партії регіонів   | пенсіонер                                        |
| 13              | Вільчинський Валерій Володимирович | 03.11.2010            | середня | член Партії регіонів   | приватний підприємець                            |
| 15              | Шепель Ганна Михайлівна            | 03.11.2010            | середня | член Партії регіонів   | Новобузький виправний центр№ 103, бухгалтер      |
| 16              | Єднак Катерина Кімовна             | 03.11.2010            | середня | член Партії регіонів   | приватний підприємець                            |
| Самовисування   |                                    |                       |         |                        |                                                  |
| 14              | Слєсарев Сергій Валентинович       | 03.11.2010            | середня | позапартійний          | одноосібник                                      |